# Huor
Huor è un personaggio di Arda, l'universo immaginario fantasy creato dallo scrittore inglese J.R.R. Tolkien. È uno dei due figli di Galdor, della Casa di Hador, signore del Dor-lómin e Hareth, figlia di Halmir, signore degli Haladin.

## La giovinezza
Assieme al fratello Húrin, viene allevato nel Brethil, la terra degli Haladin, e partecipa, con lui, a soli tredici anni, ad uno scontro con gli Orchi presso le sorgenti del fiume Sirion.
I due fratelli, rimasti isolati dal grosso dell'esercito degli Haladin, rischiano di venire uccisi, ma un intervento del Signore delle Acque, Ulmo, li salva. Il Vala suscita una nebbia che nasconde la fuga dei due fratelli.
Fuggiti dagli orchi, i due si perdono nella regione montuosa del Crissaegrim e vengono salvati da Thorondor, che invia due delle sue Aquile a prelevare gli umani.

## Il soggiorno in Gondolin e i sogni di Turgon
Le due aquile conducono Huor e Húrin nella città di Gondolin, la segreta dimora elfica della gente di Turgon, uno dei figli di Fingolfin, che è ben lieto di accoglierli avendo avuto un sogno premonitore in cui Ulmo gli rivelava l'importanza che avrebbero avuto i due uomini per il futuro di Gondolin.
I due fratelli rimangono ospiti del re per un anno intero, ma, avendo notizie delle sofferenze della loro gente, in guerra con gli orchi, chiedono di lasciare la città per raggiungerli.
Turgon, convinto da Húrin che gli ricorda quanto breve sia la vita degli uomini rispetto all'immortalità degli Eldar, non li trattiene, ma gli impone di non rivelare a nessuno il segreto dell'esistenza di Gondolin.

## La discendenza e il compimento dei sogni profetici
Alcuni anni dopo, Huor sposa Rían, della Casa di Bëor che darà alla luce il suo unico figlio Tuor.
Due mesi dopo il matrimonio, Huor muore nella Nírnaeth Arnoediad, l'ultima delle cinque grandi battaglie delle Guerre del Beleriand e che si conclude con una disastrosa sconfitta per elfi e uomini.
Rían, scampata nei boschi presso il lago Mithrim nella regione dell'Hitlum, partorisce Tuor e dopo aver lasciato il figlio in custodia presso gli abitanti di quella terra, i Sindar, si allontana per raggiungere il tumulo di Haudh-en-Ndengin, nella piana dell'Anfauglith, e ivi lasciarsi morire.
Dopo molte vicissitudini, Tuor, adulto, torna in Gondolin portando un messaggio di Ulmo, compiendo i sogni profetici di Turgon, e prende in moglie Idril, figlia del re, che darà alla luce Eärendil.
Pochi anni dopo, quando la città di Gondolin viene assediata da Morgoth, Tuor sfugge alla rovina della città, fuggendo con Idril e il giovane figlio.